# Ambulyx dohertyi
Ambulyx dohertyi là một loài bướm đêm thuộc họ Sphingidae. 

## phân phát
Nó được tìm thấy ở quần đảo Solomon, Papua New Guinea và Queensland.
Nó tương tự như Ambulyx moorei và Ambulyx semifervens.

## miêu tả

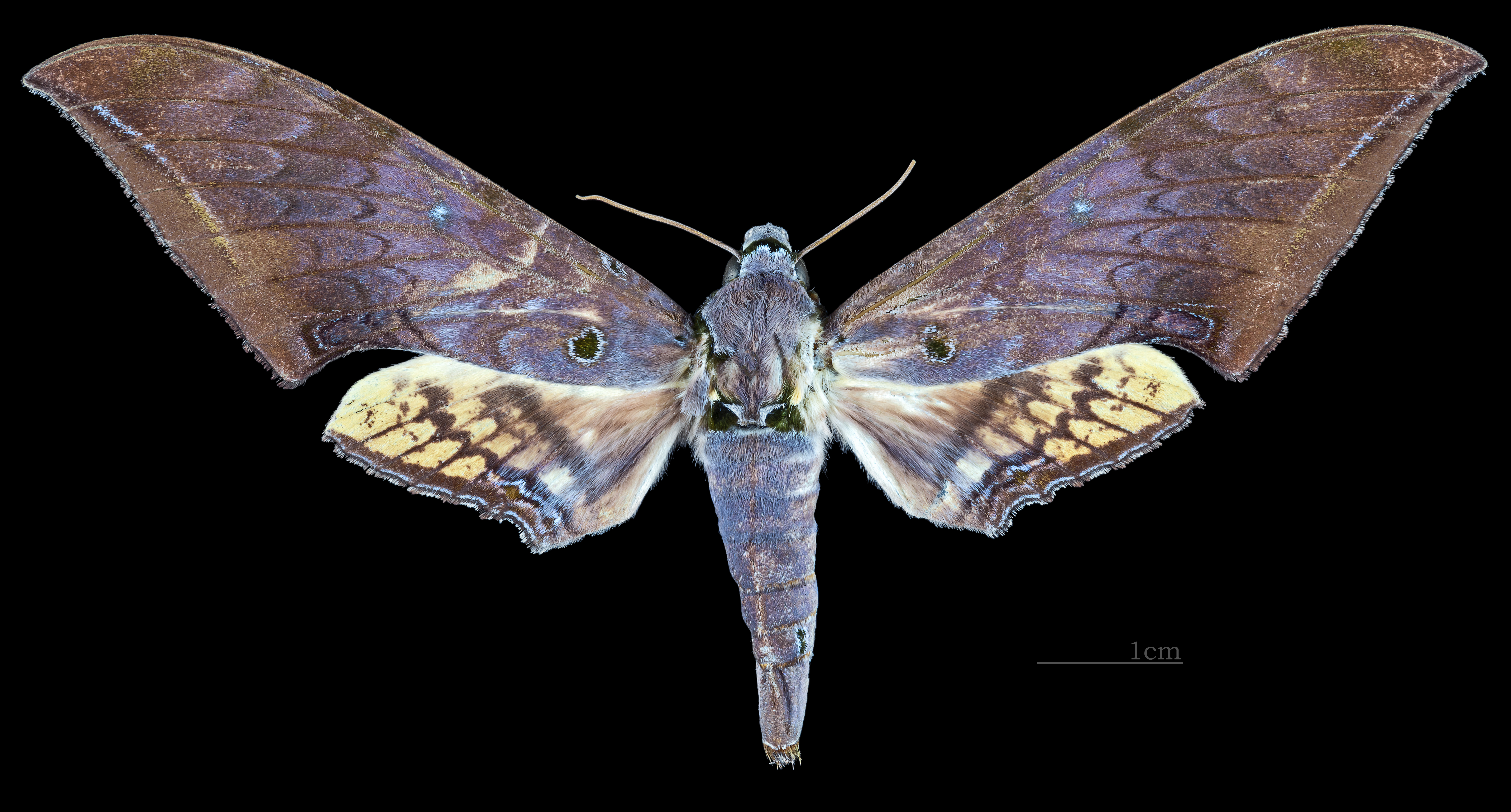
Ambulyx dohertyi ♀
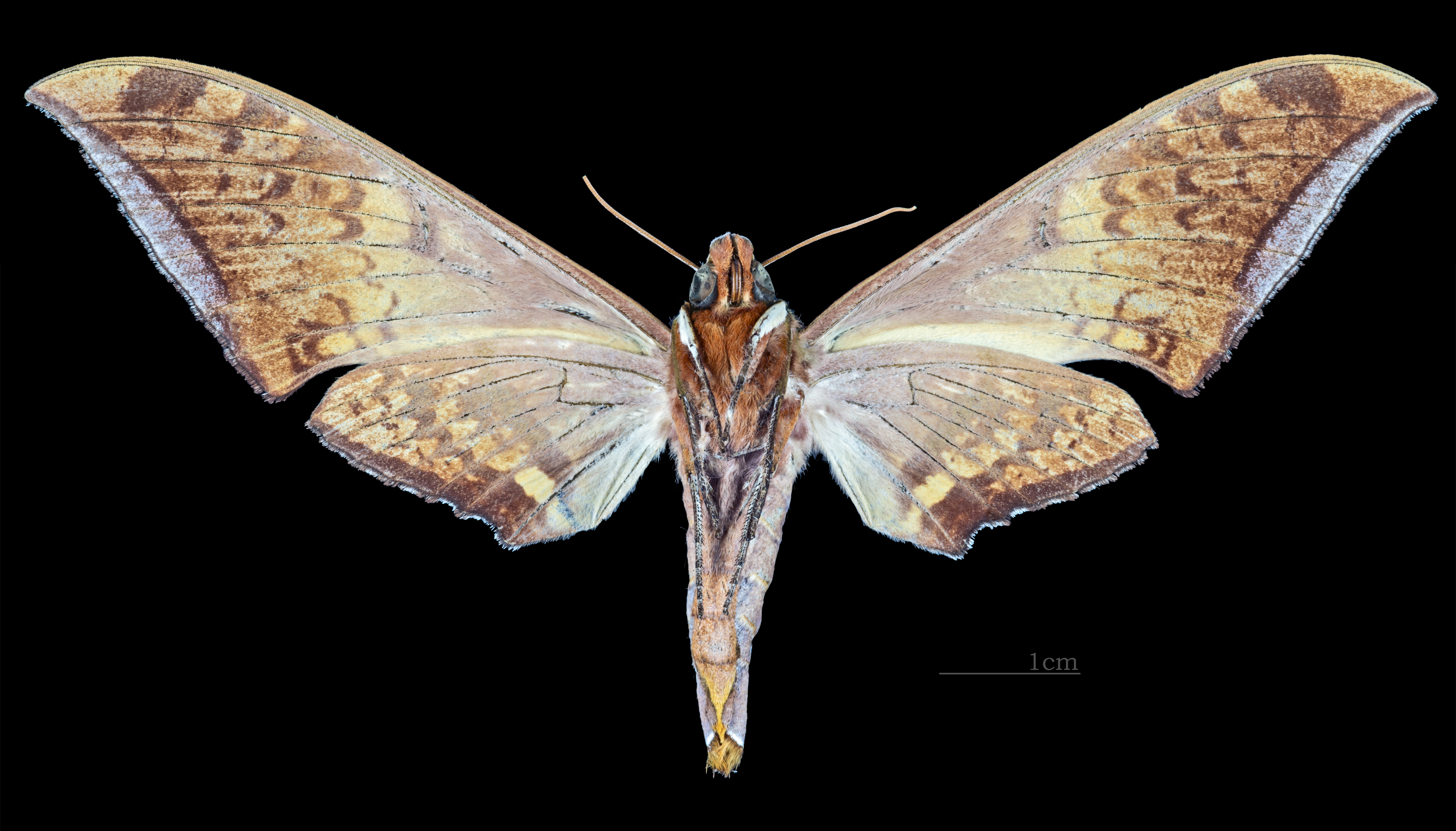
Ambulyx dohertyi ♀ △

## Phụ loài
- Ambulyx dohertyi dohertyi
- Ambulyx dohertyi novobritannica Brechlin & Kitching, 2010 (Papua New Guinea)
- Ambulyx dohertyi novoirlandensis Brechlin & Kitching, 2010 (Papua New Guinea)
- Ambulyx dohertyi queenslandi Clark, 1928 (Papua New Guinea, Queensland)
- Ambulyx dohertyi salomonis (Rothschild & Jordan, 1903) (Solomon Islands)